# Dornelas (Amares)
Dornelas es una freguesia portuguesa del concelho de Amares, con 3,26 km² de superficie y 523 habitantes (2001). Su densidad de población es de 160,4 hab/km².